# 彼得·福斯贝里
彼得·福斯贝里（瑞典語：Peter Forsberg，1973年7月20日—），瑞典男子冰球运动员。他曾代表瑞典参加1994年、1998年、2006年和2010年冬季奥林匹克运动会冰球比赛，获得二枚金牌。